# Граф-звезда

Граф-звезда S_{7}

Граф-звезда — связный граф в котором всё рёбра исходят из одной вершины.
Звезда с {\displaystyle k+1} вершиной обычно обозначается {\displaystyle S_{k}}, при этом {\displaystyle k} называют порядком звезды.

## Другие определения
- Sk — это полный двудольный граф K1,k.[1].
- дерево с одним внутренним узлом и {\displaystyle k} листьями. Кроме того, некоторые авторы определяют {\displaystyle S_{k}} как дерево порядка {\displaystyle k} с максимальным диаметром 2; тогда граф-звезда {\displaystyle k>2} имеет {\displaystyle k-1} листьев.

Граф-звезда с тремя ребрами называется лапа, клешня или тринога .
Граф-звезда Sk обладает изяществом вершин, когда k чётно, и не обладает, если k нечётно.
Граф-звезда также может быть описан как связный граф, в котором не более одной вершины имеет степень больше единицы.

## Отношение к другим видам графов
Графы-клешни важны в определении графов без клешней, графов, которые не имеют подграфов, являющихся клешнями.
Граф-звезда является особым видом дерева. Как и любое дерево, граф-звезда может быть закодирован при помощи последовательности Прюфера (англ. Prüfer sequence); последовательность Прюфера для графа-звезды K1,k состоит из k − 1 копии центральной вершины.

Графы S_{3}, S_{4}, S_{5} и S_{6}.

## Другие применения
Множество расстояний между вершинами графа-клешни представляет собой пример метрического пространства, которое не может быть встроено изометрически в евклидово пространство любой размерности.
Топология компьютерной сети «Звезда», построенная в виде графа-звезды, играет важную роль в распределённых вычислениях.